# Le Diamant
Le Diamant é uma comuna francesa no departamento ultramarino da Martinica. Estende-se por uma área de 27.34 km², e possui 5.576 habitantes, segundo o censo de 2018, com uma densidade de 200 hab/km².